# Choujiu
 (avril 2021).
Si vous disposez d'ouvrages ou d'articles de référence ou si vous connaissez des sites web de qualité traitant du thème abordé ici, merci de compléter l'article en donnant les références utiles à sa vérifiabilité et en les liant à la section « Notes et références ».
Le choujiu (chinois : 稠酒 ; pinyin : chóujiǔ) est un type de zhuojiu (zh) (chinois simplifié : 浊酒 ; chinois traditionnel : 濁酒 ; pinyin : zhuójiǔ ; litt. « vin trouble »). C'est une bière traditionnelle chinoise élaborée à partir de la fermentation de riz gluant. C'est l'une des deux principales variétés de boissons obtenues à partir de céréales fermentées, avec le huángjiǔ.
Sans doute très ancien, cet alcool de riz est déjà mentionné sous la dynastie Tang par le poète Li Bai (VIIIe siècle) ; on le nommait alors láolǐ (醪醴 ou yùjiāng (玉浆). Il a une apparence laiteuse.
La ville de Xi'an est réputée pour cette boisson alcoolisée qui est l'équivalent du saké doburoku (どぶろく / 濁酒, (traduction du chinois zhuojiu) japonais ou des gamju et makgeolli coréens.